# 3606 Pohjola
3606 Pohjola è un asteroide della fascia principale. Scoperto nel 1939, presenta un'orbita caratterizzata da un semiasse maggiore pari a 2,6056461 UA e da un'eccentricità di 0,2301837, inclinata di 12,39767° rispetto all'eclittica.
L'asteroide è dedicato a Pohjola, una località cui fa riferimento la mitologia finlandese.